# Shandong
Shandong (kineski 山東 / 山东, pinyin: Shāndōng; transliteracija: Šandung; što doslovno znači „istočno od gorja Taihang”) je pokrajina na istoku Narodne Republike Kine. Nalazi se na obali Žutog i Bohajskog mora. 
Glavni grad Shandonga je Jinan. Površina pokrajine je 2008. god. bila 156.700 kvadratnih kilometara i ima oko 94 milijuna stanovnika (2008).

## Zemljopis
Pokrajina se nalazi na krajnjem istoku Velike kineske nizine, dok joj je donji dio u dolini Žute rijeke. Najveći dio pokrajine prostire se po velikom Polutoku Shandong koji je okružen Žutim i Bohajskim morem. Pokrajina na sjeverozapadu graniči s pokrajinom Hebei, na zapadu s Henanom, na jugu s Jiangsuom, te dijeli veoma malu granicu s Anhuijem, između Henana i Jiangsua.
Shandong je uglavnom ravničarski kraj, dok je središte brdovito s ustaknutom planinom Tai Shan, čiji je najviši vrh 1.545 m visok „Vrh Žadskog cara”.
Žuta rijeka se ulijeva u Žuto more na sjevernoj strani poluotoka Shandong, a njezin uzdignuti kanal u središtu pokrajine dijeli dolinu na porječje rijeka Hai He na sjeveru i Huai He na jugu. Veliki kanal prolazi kroz cijelu pokrajinu spajajući ove rijeke od sjeverozapada prema jugozapadu. 3.000 m duga obala Shandonga je stjenovita s mnogim hridima, zaljevima i otocima. Najveći zaljev je Laizhou na sredini južne strane poluotoka, a otočje Miaodao se proteže na sjever od sjevernog vrha poluotoka.

## Povijest
Zbog svog položaja na rubu sjeverne Kine, Shandong je vrlo rano bio izložen utjecajima kineske civilizacije. Čak su najstarije dinastije Shang i Zhou kontrolirale zapadni i središnji Shandong. Poluotok Shandong je bio prvo susjedstvo izvan kineskog kruga utjecaja. Tamo je živio narod Laiyi, koji se smatrao barbarski, brzo siniziran.
U vrijeme Razdoblja proljeća i jeseni i Razdoblja zaraćenih država u Shandongu su postojale dvije države, Qi na području današnjeg Linzija i Lu u području današnjeg Qufua. Lu je bio i dom Konfucija, ali je kao relativno mala država na kraju podlegla snažnijoj državi Chu na jugu. Država Qi je međutim cijelo ovo razdoblje sačuvala neovisnost.
U vrijeme dinastije Qin cijeli je Shandong po prvi put postao dio centralizirane kineske države (Kinesko Carstvo). Tijekom sljedeće dinastije Han Shandong je pripadao dvjema pokrajinama, Qingzhou i Yanzhou.
U doba Tri kraljevstva Shandong je pripadao Kraljevine Wei.
Nakon kratkog vremena pokrajinu Shandong su, zajedno s ostatkom sjeverne Kine, osvojili nomadi sa sjevera. U sljedećem stoljeću vladari Shandonga su se brzo izmjenjivali.
Nakon dinastije Song, koja je ponovno ujedinila Kinu, 1142. god. je sjeverna Kina bila prisiljena ustupiti u džurdžijsku dinastiju Jin.Tada je po prvi put nastao današnji naziv pokrajine, Shandong.
Dinastija Ming je pokrajinu učinila otprilike istim područjem kao i danas, s tim da su joj pripadala i neka područja Liaoninga (na jugu Mandžurije).
Mandžurci su osvojili cijelu Kinu, pa tako i Shandong, 1644. god., te je nastala dinastija Qing. Pod ovom dinastijom Shandong je više ili manje bio u svojim sadašnjim granicama. Shandong je regija Kine s najviše pobuna protiv dinastije Qing. Vrijedne su spomena ustanci sekti Bijelog lotusa, Skupine osam trigrama, koje su se pobunile 1780. god., odnosno Nianske bune, a i Bokserski ustanak je imao svoje korijene u Shandongu.
Tijekom 19. stoljeća, Kina je postala sve više pod utjecajem i prijetnjom zapadnih sila. Shandong je bio pod osobitim utjecajem zbog svog položaja na obali. Teritorij zaljeva Jiaozhou je bio njemačka kolonija, sve do Versajskog ugovora 1919. god. kada je ovo područje pripalo Japanu, što je dovelo do kineskog nacionalističkog „Pokreta 4. svibnja”.
Posljednjih nekoliko godina, gospodarstvo Shandonga, osobito na istoku, se razvija vrlo brzo, a Shandong je postao jedna od najbogatijih kineskih pokrajina.

## Znamenitosti
Sveta planina Tai (kineski: 泰山; pinyin: Tài Shān, doslovno „Mirna planina”) je planina velikog povijesnog i kulturnog značaja za Kineze. Nalazi se sjeverno od grada Tai'ana i jedna je od „Pet svetih planina”. Povezuje se s mitologijom zore, rođenja i obnove, te se vjeruje kako se štuje već oko 3.000 godina, a oko 2.000 godina je sveto mjesto i važno ceremonijalno središte Kineskog Carstva. Zbog toga je planina Tai 1987. godine upisana na UNESCO-ov popis mjesta svjetske baštine u Aziji
Još jedna svjetska baština Shandonga se nalazi u gradu Qufu (曲阜, Qūfù), oko 130 km južno od pokrajinskog sjedišta Jinana i 45 km sjeveroistočno od pod-pokrajinskog sjedišta Jininga. Qufu je legendarno rodno mjesto Konfucija, a služio je i kao glavni grad Države Lu tijekom tzv. Razdoblja proljeća i jeseni (722. – 481. pr. Kr.). U Qufuu se nalazi Konfucijev hram, Konfucijevo groblje i Posjed obitelji Kong; oni zajedno čine tzv. „Tri sveta mjesta Konfucija” koja su upisana na UNESCO-ov popis mjesta svjetske baštine u Aziji 1994. god. kao „kompleks spomenika koji je zadržao veliku umjentičku i povijesnu vrijednost zahvaljujući štovanju i kontinuiranoj podršci kineskih careva više od 2.000 godina”.

## Upravna podjela
Shandong je podijeljen na 17 prefektura:
| Zemljovid                  | #         | Naziv                  | Upravno sjedište     | Kinesko pismo Pinyin | Površina (km2) | Stanovništvo (2010.) |
| -------------------------- | --------- | ---------------------- | -------------------- | -------------------- | -------------- | -------------------- |
|                            |           |                        |                      |                      |                |                      |
| — Podpokrajinski gradovi — |           |                        |                      |                      |                |                      |
| 1.                         | Jinan     | Shizhong (distrikt)    | 济南市 Jǐnán Shì     | 8.177                | 6.814.000      |                      |
| 2.                         | Qingdao   | Shinan (distrikt)      | 青岛市 Qīngdǎo Shì   | 11.026               | 8.715.100      |                      |
| — Gradske prefekture —     |           |                        |                      |                      |                |                      |
| 3.                         | Binzhou   | Bincheng (distrikt)    | 滨州市 Bīnzhōu Shì   | 9.447                | 3.748.500      |                      |
| 4.                         | Dezhou    | Decheng (distrikt)     | 德州市 Dézhōu Shì    | 10.356               | 5.568.200      |                      |
| 5.                         | Dongying  | Dongying (distrikt)    | 东营市 Dōngyíng Shì  | 7.923                | 2.035.300      |                      |
| 6.                         | Heze      | Mudan (distrikt)       | 菏泽市 Hézé Shì      | 12.238               | 8.287.800      |                      |
| 7.                         | Jining    | Shizhong (distrikt)    | 济宁市 Jìníng Shì    | 11.285               | 8.081.900      |                      |
| 8.                         | Laiwu     | Laicheng (distrikt)    | 莱芜市 Láiwú Shì     | 2.246                | 1.298.500      |                      |
| 9.                         | Liaocheng | Dongchangfu (distrikt) | 聊城市 Liáochéng Shì | 8.714                | 5.789.900      |                      |
| 10.                        | Linyi     | Lanshan (distrikt)     | 临沂市 Línyí Shì     | 17.186               | 10.039.400     |                      |
| 11.                        | Rizhao    | Donggang (distrikt)    | 日照市 Rìzhào Shì    | 5.310                | 2.801.100      |                      |
| 12.                        | Tai'an    | Taishan (distrikt)     | 泰安市 Tài'ān Shì    | 7.761                | 5.494.200      |                      |
| 13.                        | Weifang   | Kuiwen (distrikt)      | 潍坊市 Wéifāng Shì   | 15.829               | 9.086.200      |                      |
| 14.                        | Weihai    | Huancui (distrikt)     | 威海市 Wēihǎi Shì    | 5.436                | 2.804.800      |                      |
| 15.                        | Yantai    | Laishan (distrikt)     | 烟台市 Yāntái Shì    | 13.746               | 6.968.200      |                      |
| 16.                        | Zaozhuang | Shizhong (distrikt)    | 枣庄市 Zǎozhuāng Shì | 4.550                | 3.729.300      |                      |
| 17.                        | Zibo      | Zhangdian (distrikt)   | 淄博市 Zībó Shì      | 5.938                | 4.530.600      |                      |

Prefekture Shandonga su podijeljene na 140 okružnih jedinica (županija), i to 49 distrikta, 31 gradskih okruga i 60 okruga. One su nadalje podijeljene na 1.941 općinu, i to 1.223 grada, 293 naselja, dva etnička naselja i 423 poddistrikta.

## Gospodarstvo
Nakon godina nestabilnosti, Shandong je uskrsnuo kao jedna od najnapučenijih kineskih pokrajina, s 95 793 065 stanovnika prema popisu iz 2010. god., ali i gospodarski najutjecajnijih s bruto domaćim proizvodom od 3,94 bilijuna juana 2010. god. God. 2012. BDP je iznosio skoro 5 bilijuna renminbija, tj. 803 milijarde $ (što je čini 3. u Kini po BDP-u), odnosno 52 195 juana (8 392 $) po glavi stanovnika (što je čini 9. u Kini).

## Vanjske poveznice
- Službene stranice pokrajine Shandong (kin.)
- Potpuni zemljovidi sedam obalnih pokrajina Kine od 1821. – 1850. (engl.) (kin.)